# Bertioga
Bertioga – miasto i gmina w Brazylii, w stanie São Paulo. Znajduje się w mezoregionie Metropolitana de São Paulo i mikroregionie Santos. Miejsce śmierci  Josefa Mengele, niemieckiego zbrodniarza wojennego.